# Hindsight Records
Hindsight Records is een Amerikaans platenlabel, dat originele opnames uit de bigband-tijd gemaakt door Wally Heider opnieuw uitbrengt. Het is gevestigd in Massena, New York.
Wally Heider was een geluidstechnicus die een opnamestudio had, waarin onder meer de bands van Woody Herman, Buddy Rich en Les Brown opnames maakten (later zou hij overigens rockmuziek opnemen van bekende groepen uit San Francisco). Hij richtte het Hindsight Label op om onder meer niet eerder uitgebrachte bigband-opnames uit te brengen, waarbij hij kon putten uit een collectie van 9000 copyrights en masters. In 1979 werden de rechten op de Hindsight-catalogus gekocht door Thomas Gramuglia.
Hindsight heeft talloze platen uitgegeven, van bandleiders (als Count Basie en Duke Ellington) tot en met vocalisten (als Rosemary Clooney en Sarah Vaughan). De platen worden voorzien van uitgebreide informatie over de opnames (data en de musici). 